# Eva Côté
Pour les articles homonymes, voir Côté (homonymie).
Eva Lachance Côté (née Marie Blanche Eva Lachance le 1er janvier 1934 à Rimouski et morte le 7 juin 2019 à Beaupré) fut une secrétaire et femme politique fédérale du Québec.

## Biographie
Née au Québec, Mme Côté tenta pour une première fois d'être élue députée du Parti libéral du Canada dans la circonscription fédérale de Rimouski en 1979, mais fut défaite par le député sortant et créditiste Eudore Allard. Élue en 1980, elle fut défaite par la progressiste-conservatrice Monique Vézina dans Rimouski—Témiscouata en 1984.